# Changement de repère
En mathématiques, un changement de repère est l'ensemble des opérations permettant de passer d'un repère à un autre. Il ne doit pas être confondu avec un changement de référentiel : un changement de repère n'a pas d'influence sur les propriétés des objets.
Les principales opérations liées à un changement de repère sont :
- la rotation, opérée par une matrice de rotation ;
- la translation ;
- le changement d'échelle.

Il est également possible de modifier les angles entre les vecteurs définissant la base du repère, par exemple pour passer d'un repère non orthogonal à un repère orthogonal.
L'ensemble de ces opérations peut notamment être représenté, et effectué par calcul matriciel, au travers d'une matrice de passage.